# Under a Shadow
Under a Shadow, também denominado como Under the Shadow, é um filme mudo norte-americano de 1915, do gênero drama, dirigido por Joe De Grasse e estrelado por Lon Chaney. O filme é agora considerado perdido.

## Elenco
- Gretchen Lederer - Thera Dufre / Sra. Irving
- Lon Chaney - DeSerris
- Arthur Shirley - Sr. Irving
- Millard K. Wilson - Agente estrangeiro